# Elezioni presidenziali in Mauritania del 2024
Le elezioni presidenziali in Mauritania del 2024 si sono tenute il 29 giugno per il rinnovo della Presidenza del paese.
Esse hanno visto la riconferma, già al primo turno, del Presidente uscente Mohamed Ould Ghazouani, il quale, avendo ottenuto ben il 56,12% delle preferenze, ha cosi potuto conservare la propria carica.

## Sistema elettorale
Per le elezioni presidenziali, la legge elettorale mauritana (definita anche nei tratti essenziali dall’Art. 26 della Costituzione) prevede l’applicazione di un sistema maggioritario a doppio turno: per essere eletti, infatti, è necessaria la maggioranza assoluta delle preferenze (50%+1). 
Qualora ciò non avvenga, si attua un secondo turno di votazione, una settimana dopo, tra i primi due candidati.
La candidatura alla presidenza è limitata ai soli cittadini per nascita, di età compresa tra 40 e 75 anni (il giorno del primo turno) e che non abbiano visto limitati o rimossi i loro diritti civili e politici. Infine, l’Art. 23 stabilisce anche che il Presidente debba essere musulmano.

## Risultati
| Mohamed Ould Ghazouani             | Partito dell’Equità (El-Insaf) (supportato da Coordinamento dei Partiti della Maggioranza)                 | 554 956   | 56,12 |  |  |  |  |  |
| Biram Dah Abeid                    | Raggruppamento Nazionale per la Riforma e lo Sviluppo (RAG) (supportato da Polo di Alternanza Democratica) | 218 546   | 22,10 |  |  |  |  |  |
| Hamadi Sid’El Moctar Mohamed Abdi  | Raggruppamento Nazionale per la Riforma e lo Sviluppo (Tewassoul)                                          | 126 340   | 12,78 |  |  |  |  |  |
| El Id Mohameden M’Bareck           | Fronte Repubblicano per l’Unità e la Democrazia (FRUD)                                                     | 35 288    | 3,57  |  |  |  |  |  |
| Mamadou Bocar Ba                   | Alleanza per la Giustizia e la Democrazia/Movimento per il Rinnovamento (AJD/MR)                           | 23 617    | 2,39  |  |  |  |  |  |
| Outouma Antoine Souleimane Soumaré | Indipendente                                                                                               | 20 360    | 2,06  |  |  |  |  |  |
| Mohamed Lemine al-Mourtaji al-Wafi | Indipendente                                                                                               | 9 722     | 0,98  |  |  |  |  |  |
| Totale                             | Totale | 988 822   | 100   |  |  |  |  |  |
|                                    | |           |       |  |  |  |  |  |
| Voti non validi                    | Voti non validi                                                                                            | 85 386    | 7,95  |  |  |  |  |  |
| Votanti                            | Votanti | 1 074 208 | 55,39 |  |  |  |  |  |
| Elettori                           | Elettori                                                                                                   | 1 939 342 |       |  |  |  |  |  |